# Pachycephala orpheus
A Pachycephala orpheus a madarak osztályának verébalakúak (Passeriformes) rendjébe és a légyvadászfélék (Pachycephalidae) családjába tartozó faj.

## Rendszerezése
A fajt William Jardine skót ornitológus írta le 1849-ben.

## Előfordulása
Az Indonézia és Kelet-Timor területén honos, Timor és Wetar szigetein honos. Természetes élőhelyei a szubtrópusi és trópusi síkvidéki esőerdők, mangroveerdők és cserjések, valamint másodlagos erdők. Állandó, nem vonuló faj.

## Megjelenése
Testhossza 14 centiméter, testtömege 15-16 gramm.

## Természetvédelmi helyzete
Az elterjedési területe nem nagy, egyedszáma pedig stabil. A Természetvédelmi Világszövetség Vörös listáján nem fenyegetett fajként szerepel.